# Подзагорская
Подзагорская — река в России, протекает в Череповецком районе Вологодской области.
Река Подзагорская берёт начало у деревни Миндюкино. Течёт на юг по болотистой местности. У деревни Вешняки впадает река Вочкомка. Река Подзагорская впадает в Весьегонский плёс Рыбинского водохранилища у деревни Харламовская, до создания водохранилища была притоком Мологи. Длина реки составляет 16 км.

## Данные водного реестра
По данным государственного водного реестра России относится к Верхневолжскому бассейновому округу, водохозяйственный участок реки — Рыбинское водохранилище до Рыбинского гидроузла и впадающие в него реки, без рек Молога, Суда и Шексна от истока до Шекснинского гидроузла, речной подбассейн реки — Реки бассейна Рыбинского водохранилища. Речной бассейн реки — (Верхняя) Волга до Куйбышевского водохранилища (без бассейна Оки).
Код объекта в государственном водном реестре — 08010200412110000007270.